# Amphineurus sanus
Amphineurus sanus är en tvåvingeart som beskrevs av Alexander 1929. Amphineurus sanus ingår i släktet Amphineurus och familjen småharkrankar. Inga underarter finns listade i Catalogue of Life.